# Ghias Mela
Chaudhary Ghias Ahmed Mela (* 17. September 1961 in Mela, Kot Momin, Sargodha, Punjab, Pakistan; † 27. Juni 2015 in den USA) war ein pakistanischer Politiker.

## Leben
Mela begann nach dem Besuch des Lawrence College in Ghora Gali sowie der American School in Lahore zunächst ein Studium der Betriebswirtschaftslehre an der University of Evansville, das er mit einem Bachelor of Business Administration (BBA) abschloss. Ein darauf folgendes postgraduales Studium der Betriebswirtschaftslehre an der University of Evansville schloss er mit einem Master of Business Administration (MBA) ab. 1997 wurde er als Kandidat der Muslimliga PML-Q (Pakistan Muslim League-Quaid-e-Azam) erstmals zum Mitglied der Nationalversammlung gewählt und gehörte dieser zunächst bis 1999 an. 2002 wurde er für die PML-Q wieder zum Mitglied der Nationalversammlung gewählt, der er nunmehr bis 2007 angehörte. Während dieser Legislaturperiode fungierte er als Vorsitzender des Ständigen Ausschusses für Wohnungsbau und öffentliche Arbeiten. Zuletzt wurde er 2008 abermals für die PML-Q zum Mitglied der Nationalversammlung gewählt und gehörte dieser daraufhin bis 2013 an.
Im Juni 2012 wurde Mela von Premierminister Raja Pervez Ashraf als Staatsminister für die Entwicklung menschlicher Ressourcen in dessen Kabinett berufen und gehörte diesem bis März 2013 an. Er war ferner Erster Vizepräsident der Pakistan Muslim League-Quaid-e-Azam, ehe er die Partei 2015 verließ und stattdessen der Pakistanischen Bewegung für Gerechtigkeit PTI (Pakistan Tehreek-e-Insaf) beitrat. Aufgrund gesundheitlicher Probleme begab er sich im Juni 2015 zu einer Herzoperation in die USA. Nachdem die Operation zunächst gut verlaufen war, verstarb er dort am 27. Juni 2015 an Kreislaufstillstand.